# عبين

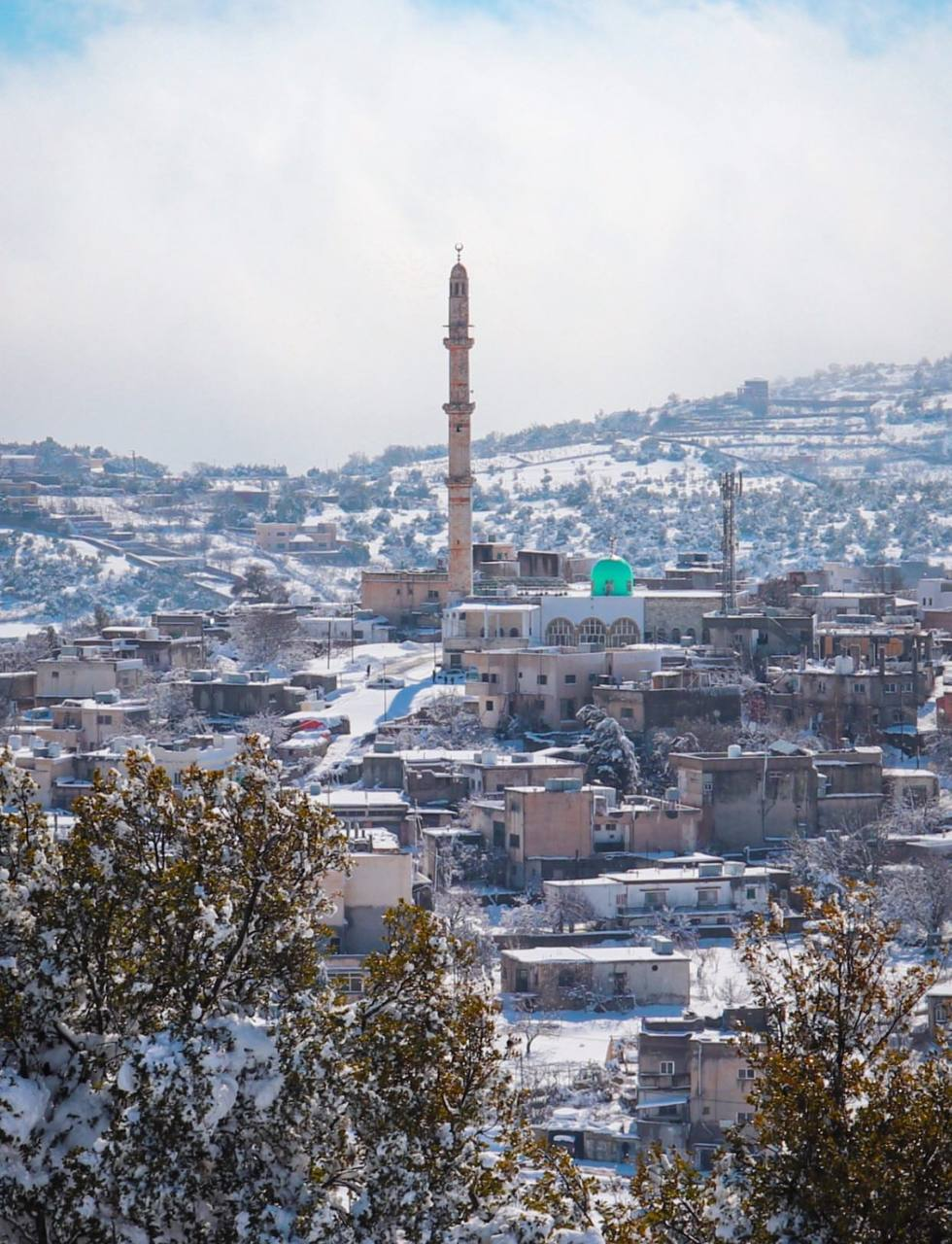
قرية عبين وسط الثلوج.

عبين قرية أردنية تقع في محافظة عجلون شمال الأردن. تتبع إداريا لقضاء صخرة في لواء قصبة عجلون. 

## التسمية
يرجح البعض ان اسم قرية (عبين) مأخوذ من اسم أميرة كانت تقطن في هذه المنطقة علما بأنة تجاور قرية عبين منطقة (عبلين) وهي قرية تمتاز بنفس صفات ومناخ قرية عبين ومعنى اسم عبلين أمير كان يقطن هذه المنطقة فيرجح البعض من الناس ان تسمية (عبين عبلين) جاء من اسم أمير وأميرة سكنا هذه المنطقة قديما. 

## جغرافيا

### الجيولوجيا
يوجد في عبين غطاء نباتي ساحر مكون من غابات البلوط والقيقب والسرو والصنوبر والبطم وينتشر بكثافة في بلدة عبين مما يعطيها ميزة جمالية لا تضاهى . تشتهر عبين في بساتين العنب والتفاح المسمى باسمها ومن أجود الأصناف اطلاقا وسكانها يعملون في الزراعة والتجارة وتربية الأغنام والوظائف الحكومية .

### الطقس والمناخ
تتصف عبين بمناخ معتدل صيفا بارد شتاء ففي أثناء فصل الصيف ياتيها الزواروالسواح من داخل وخارج المملكة لاعتدال مناخها، اما في الشتاء فتتصف ببرودة شديدة وفي كل عام تسقط الثلوج على مرتفعاتها نظرا لارتفاعها عن سطح البحر 1200 مترا تقريبا وتتدنى درجات الحرارة إلى دون الصفر المئوي.

### المناطق والأحياء
أهم شوارعها شارع اربد - عجلون الذي يشهد أكبر حركة عمرانية في محافظة عجلون الذي يقع في حي المثلث وهو سو ق تجاري كبير لجميع مدن وقرى المحافظة .

## السكان
بلغ عدد سكان عبين 15286 نسمة وفقا لتعداد السكان والمساكن لعام 2019. 

## السياحة
تحتوي القرية على منطقتين أثريتين ما زالت آثارها خالدة وهي منطقة (دير اليوس) ومنطقة (المقاطع) المليئة بالآثار الرومانية. كما تميزت هذه القرية بوجود موقع تجمع مياة ضخم يتسع إلى م2 فسميت هذة المنطقة ببركة (الحميرة) فقام سكان القرية باستغلال هذة المنطقة حيث أصبحت منطقة سياحية تجذب السياح إلى القرية فقاموا بترميم هذة المناطق واعادة هيكلتها. 

## معالم
- مسجد عبين الكبير، مئذنته أطول مآذن الأردن.[3]
- مستشفى الأميرة هيا